# Rechters 19–21
Rechters 19–21, ook wel bekend als het verhaal van de Levitische bijvrouw of de Benjaminitische Oorlog, beslaat de hoofdstukken 19 tot en met 21 van het boek Rechters (Richteren) van de Hebreeuwse Bijbel. 

## Inhoud

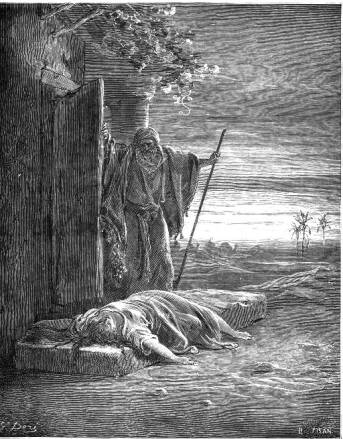
De Leviet vindt zijn groepsverkrachte bijvrouw dood bij de deur. Gustave Doré (1880).

Een Levitische man uit Efraïm had een bijvrouw die ontevreden, boos of ontrouw was (afhankelijk van welke vertaling en interpretatie van de Masoretische Tekst of Septuagint men volgt) en hem verliet om terug te keren naar haar vader in Betlehem. De Leviet ging haar achterna om haar terug te krijgen, maar haar vader liet hen allebei voor 5 dagen en nachten niet gaan. Daarna ging de Leviet met zijn bijvrouw terug naar huis.
Onderweg overnachtten ze in Gibea, een Benjaminitische stad, waar 's nachts mannen op de deur bonsden om te eisen de Leviet "te kennen" (een Bijbels eufemisme voor "seks te hebben met" iemand). De gastheer weigerde "zo een gruwelijk ding" zijn mannelijke gast aan te laten doen; in plaats daarvan bood hij zijn eigen maagdelijke dochter en de bijvrouw van de Leviet aan, waarmee de mannen mochten "doen wat goed is in uw ogen". De mannen namen het aanbod aan en verkrachtten de Levitische bijvrouw de hele nacht tot de volgende ochtend.
De volgende dag trof de Leviet zijn bijvrouw op de drempel van de deur van het huis van de gastheer aan en zei tegen haar: "Sta op, we gaan!" De Masoretische Tekst laat in het midden of de bijvrouw toen al dood was of niet, maar zegt dat ze niet antwoordde. Verschillende kopieën van de Septuagint vermelden echter expliciet: "Maar zij antwoordde niet, want ze was dood." (καὶ οὐκ ἀπεκρίθη, ὅτι ἦν νεκρά.) of "Maar zij antwoordde niet, want ze was overleden." (και ουκ απεκρίθη αυτώ αλλά τεθνήκει.). De Latijnse Vulgaat maakte ervan: "Aangezien ze niets antwoordde, begrijpende dat zij dood was..." (Qua nihil respondente, intelligens quod erat mortua). Vervolgens laadde de Leviet haar op zijn ezel en eenmaal thuis sneed hij haar lichaam in 12 stukken, die hij verspreidde onder de 12 stammen van Israël.
Deze reageerden woedend en vormden een leger om de schuldigen te straffen, behalve de Benjaminieten, die hun stamgenoten in bescherming namen. Er volgden verschillende veldslagen, waarbij de Benjaminieten uiteindelijk bijna geheel verslagen en uitgeroeid werden op een paar honderd mannen na. Plots hadden de andere Israëlieten berouw, want zij wilden niet dat de gehele stam Benjamin zou uitsterven. In plaats daarvan besloten ze om een maagdenroof te organiseren in de dorpen Jabes-Gilead en Silo (Shiloh), zodat de overlevende Benjaminitische mannen zich met deze ontvoerde maagden konden voortplanten en hun stam in stand houden. Zo gezegd, zo gedaan. Het verhaal (en daarmee het bijbelboek Rechters) eindigt met de uitspraak die al meerdere keren eerder in Rechters werd gedaan: "In die tijd was er in Israël geen koning en iedere man deed wat recht(vaardig) was in zijn ogen."

## Interpretatie
Er zijn sterke overeenkomsten te vinden tussen het verhaal over de Levitische bijvrouw in Rechters 19 en het verhaal over de engelen die in Sodom en Gomorra Lot bezoeken in Genesis 18 (en 19). Daarnaast vertoont het verhaal van de Benjaminitische Oorlog overeenkomsten met de Oorlog tegen de Midjanieten en maagdenroof in Numeri 31 (aangekondigd in Numeri 25).
Brown (2015) stelde: "Dit commando om iedereen behalve de maagdelijke meisjes te doden heeft geen enkel precedent in de Pentateuch. [Rechters 21] weerspiegelt echter precies het commando van Mozes. (...) Net als Num 25 draait het verhaal verteld in Rechters 19–21 om het gevaar van geloofsafval, maar zijn relaas van een burgeroorlog en escalerend geweld benadrukt ook de tragedie die kan voortvloeien uit de willekeurige toepassing van [wraak]. Het gehele verhaal is zeer ironisch: de Israëlieten gaan op pad om de verkrachting van één vrouw te wreken om vervolgens juist toestemming te geven voor de verkrachting van nog eens zeshonderd [vrouwen]. Ze hebben spijt van de resultaten van de ene slachtpartij, dus ze plegen nog een andere bij wijze van herstel.":77–78